# Robert Maudsley
Robert John Maudsley (Liverpool, juni 1953) is een Engelse seriemoordenaar. Hij zat al een levenslange gevangenisstraf uit voor één moordpartij, toen hij achter de tralies nog drie slachtoffers maakte. De Britse pers gaf hem de bijnaam Hannibal de Kannibaal, vanwege zijn hoge IQ, zijn opsluiting in een speciale cel, en het gerucht dat hij een gedeelte van de hersens van een van zijn laatste slachtoffers opat wat later bleek niet waar te zijn. Eerder werd Maudsley ook Blue en Spoons genoemd.

## Jeugd
Maudsley kwam uit een groot gezin, maar spendeerde de eerste 8 jaren van zijn leven in een weeshuis. Op zijn 8e namen zijn ouders hem weer in huis en mishandelden hem systematisch. Naar eigen zeggen werd hij ook seksueel misbruikt door zijn ouders. Als jongvolwassene probeerde hij verscheidene malen zelfmoord te plegen, zocht hij psychiatrische hulp, en beweerde hij stemmen in zijn hoofd te horen die hem opdroegen zijn ouders te vermoorden. Later zou hij zeggen dat wanneer hij dit daadwerkelijk zou hebben gedaan, zijn vier slachtoffers nog in leven zouden zijn geweest. Rond deze tijd werkte hij als homo-prostitué om zijn drugsverslaving te bekostigen.

## Eerste moord
Maudsley pleegde zijn eerste moord in 1974. Nadat John Farrell hem oppikte voor seks, liet hij foto's zien van kinderen die hij seksueel mishandeld had. Maudsley garroteerde hem vervolgens. Dat kwam hem op levenslang te staan, met het advies hem nooit meer vrij te laten. Hij werd daarop opgenomen in het beveiligde en beruchte Broadmoor Hospital voor gevaarlijke krankzinnigen. Deze eerste moord leverde Maudsley de bijnaam Blue op, vanwege het gezicht van zijn slachtoffer.

## Interne slachtoffers
In Broadmoor sloot hij zichzelf drie jaar later samen met een andere gevangene, David Cheeseman, op in een cel met een veroordeelde pedoseksueel zedendelinquent, die vervolgens doodgemarteld werd over een periode van 9 uur. Toen het personeel de kamer binnenbrak, stak er een lepel in de opengebroken schedel van de dode. Daarmee werd het gerucht van Maudsleys kannibalisme geboren, evenals de bijnaam Spoons. Later bij de autopsie waren ze erachter gekomen dat de hersenen nog compleet waren.
Na het voorval werd Maudsley overgeplaatst naar Wakefield Prison, zeer tegen zijn zin in. In 1979 maakte hij daar zijn twee laatst bekende slachtoffers. De eerste was zedendelinquent Salney Darwood. Nadat Maudsley hem de keel afsneed, verstopte hij het lijk onder zijn bed. Vervolgens probeerde hij andere gedetineerden zijn cel binnen te lokken, maar niemand ging hierop in (later zouden ze beweren de 'waanzin' in Maudsleys ogen te hebben gezien). Vervolgens ging hij zelf op jacht en wist Bill Roberts klem te zetten en te vermoorden, door hem te steken met een zelfgemaakt steekwapen en zijn hoofd tegen de muur te slaan. Daarna meldde Maudsley op het afdelingskantoortje dat er bij de volgende telling twee mensen minder zouden zijn. Zijn laatste bijnaam Hannibal de Kannibaal bleef ten slotte hangen.

## Glazen kooi
Maudsley werd in 1983 verplaatst naar een eigen, 5,5m bij 4,5m groot, kogelvrij glazen bouwwerk in de kelder van Wakefield Prison, omdat hij een te groot gevaar vormt voor zijn medegevangenen. Deze behuizing is een tweede reden voor zijn bijnaam, evenals zijn hoge IQ (zie: Silence of the Lambs). Anno 2008 verblijft hij daar nog, met toestemming om eenmaal daags één uur te luchten in de gevangenistuin, onder toezicht van vijf cipiers. De kans dat Maudsley ooit nog wordt vrijgelaten is uitgesloten. Hij heeft geklaagd over de eindeloze verveling van zijn opsluiting, en gevraagd om zelfmoord te mogen plegen of de verveling te verdrijven door bordspelletjes te spelen met zijn cipiers. Zijn leefomstandigheden zijn in Groot-Brittannië onderwerp van discussie, vanwege een mogelijke schending van de Rechten van de mens en ook omdat mensen hem als een held zien.

## In de media
Schrijver Jaques Buval bracht een (Duitstalig) boek uit over Maudsley, getiteld Der wahre Hannibal Lecter.